# Sudhanshu Kumar Jain
Sudhanshu Kumar Jain (1926) es un botánico, etnólogo, y profesor de la India, que trabajó académicamente en el "Departamento de Botánica", del "Centro Instituto de Plantas Medicinales & Aromáticas", Allasandar, Yelhanka, en Bangalore. Y también en la "Facultad del Instituto Nacional de Investigación Botánica", en Lucknow, Uttar Pradesh.
Trabajó con familias botánicas de India, describiendo especies nuevas de Poaceae y de Euphorbiaceae.

## Algunas publicaciones
- 1984. Fascículos de la Flora de India, 115: 14
- 1975. J. Bombay Nat. Hist. Soc. 72 (1): 92
- 1972. Bulletin Botanical Surveior India 12(1-4): 9
- 1971. Indian Forester lxxvii. 752

### Libros
- Sudhanshu Kumar Jain. 2002. Bibliography of Indian ethnobotany 2002: with indices to joint authors and keywords in titles and an addendum. Ed. Scientific Publishers. 144 pp. ISBN 817233284X
- 1998. The United States and India, 1776-1996: The Bridge Over the River Time. ISBN 9788185434162 ISBN 8185434166
- 1998. A historical archive in ethnobotany: collection of S.K. Jain. Ed. Institute of Ethnobiology. 66 pp.
- dulal chandra Pal, sudhanshu kumar Jain. 1998. Tribal medicine. Ed. Naya Prokash. 317 pp. ISBN 8185421307
- 1994. Cross-cultural ethnobotany of northeast India. ISBN 9788185622033 ISBN 8185622035
- 1986. A Manual of Ethnobotany. Proc. of the Training Course and Workshop on Ethnobotany, Held at Lucknow. ISBN 9788172333638 ISBN 8172333633
- 1985. Medicinal plants. India, the land and the people. Ed. National Book Trust, India. 180 pp.
- sudhanshu kumar Jain, r. Raghavendra Rao. 1983. An Assessment of threatened plants of India: proceedings of the seminar held at Dehra Dun, 14-17 September 1981. Ed. Botanical Survey of India, Dept. of Environment. 334 pp.
- sudhanshu kumar Jain, k. l. Mehra. 1983. Conservation of tropical plant resources: proceedings of the Regional Workshop on Conservation of Tropical Plant Resources in South-east Asia, New Delhi, March 8-12, 1982. 253 pp.

## Honores
- Miembro de la "Asociación de Biotecnología y Farmacia"[1]
- La abreviatura «S.K.Jain» se emplea para indicar a Sudhanshu Kumar Jain como autoridad en la descripción y clasificación científica de los vegetales.[2]